# Campionato mondiale FIA GT1
Il campionato mondiale FIA GT1 era una categoria automobilistica dedicata alle auto di serie che si disputò tra il 2010 e il 2012. Era sviluppato dalla Stéphane Ratel Organisation (SRO) e disciplinato dalla FIA. Erano ammesse alla competizione molteplici auto da Gran Turismo realizzate sulla base di vetture stradali e conformi con il regolamento della GT1 (2010–2011) e della GT3 (2012) che disputavano gare di un'ora in tutto il mondo. Tutte le vetture erano bilanciate da un punto di vista delle prestazioni con zavorre e limitatori, in modo da renderle tra loro equivalenti. Ogni stagione assegnava i titoli piloti e costruttori.
Il campionato è iniziato nel 2010 come successore del Campionato FIA GT, che conteneva le categorie GT1 e GT2. Nel 2012 la serie aveva previsto di abbandonare l'uso esclusivo delle vetture GT1 consentendo la partecipazione alle vetture GT2 secondo le specifiche del 2009 del precedente Campionato FIA GT, nonché anche vetture GT3 bilanciandone le prestazioni in modo da poter rivaleggiare con le GT1. Non essendoci team della categoria GT2 interessati e  solo una manciata di team GT1 desiderosi di partecipare, l'organizzazione decise di disputare la stagione 2012 con sole vetture di categoria GT3 pur conservando la sigla GT1 nel nome della competizione.
La serie cessò dopo la stagione 2012 a causa degli alti costi, del calare degli iscritti e di problemi con il calendario, lasciando il posto alla FIA GT Series nel 2013.  

## Formato della competizione
Il campionato si disputava in dieci paesi e ogni evento consisteva in due gare nello stesso fine settimana. Le qualifiche erano costituite da un sistema ad eliminazione basato su quello della Formula 1, con tre sessioni al termine delle quali le vetture più lente venivano eliminate, determinando la posizione sulla griglia di partenza. La prima gara era costituita per l'appunto dalle qualifiche, il cui risultato stabiliva l'ordine della griglia di partenza per la seconda gara; quest'ultima assegnava i maggiori punteggi per la classifica. Ogni auto doveva necessariamente effettuare almeno un cambio gomme e un cambio pilota in ogni gara. Il sistema di punteggio era identico a quello adottato dalla FIA nel 2010 con punteggi assegnati ai primi dieci classificati della seconda gara; par la gara di qualifica, solo i primi tre ottenevano punti.
Il regolamento penalizzava le auto che vincevano la gara con delle zavorre, ma nel 2012 questa regola fu eliminata. Le regole del 2012 videro venir meno il limite sul numero di costruttori partecipanti. Ogni costruttore poteva essere rappresentato solo da un team, ed ogni team doveva portare due vetture identiche per essere ammesso al campionato; squadre con una o più di due vetture non erano ammessi. Per assicurare una competizione serrata, ogni modello di vettura doveva essere testata dalla FIA per determinare eventuali modifiche obbligatorie  (come ad esempio zavorre e limitatori) in modo da bilanciare le prestazioni. Era possibile che tale bilanciamento venisse eseguito anche tra una gara e l'altra lungo la stagione.
Per abbattere le spese, l'organizzazione si incaricò di effettuare trasporti gratuiti per vetture ed attrezzature e di sopportare i costi dei biglietti aerei per al massimo dieci persone per ogni team.

## Gare
Il campionato era strutturato su gare disputate in tre continenti: Europa, Asia e Sud America. Di fatto, l'unico appuntamento fisso in terra asiatica era al Yas Marina Circuit, negli Emirati Arabi, mentre le gare in America latina si svolsero nei circuiti di Interlagos, in Brasile, e al Potrero de los Funes in Argentina.
Per le gare europee si presero accordi per gareggiare in Repubblica Ceca, sul circuito di Brno, in Regno Unito, a Silverstone (a cui seguiva la premiazione con RAC Tourist Trophy), in Francia al Circuito Paul Ricard, in Portogallo all'Autódromo Internacional do Algarve e in Spagna nel Circuito di Navarra.
Fecero parte del campionato, ma ospitarono solo alcune edizioni, il Nürburgring e il Sachsenring, in cui si corse dal 2010 al 2011, mentre in Belgio le prime edizioni si disputarono a Spa-Francorchamps prima di spostarsi a Zolder. Nel 2011 si corse anche una gara in Cina al Circuito internazionale di Ordos ed eccezionalmente al Circuito di Goldenport Park di Pechino si svolse una gara breve a seguito della cancellazione dell'appuntamento di Curitiba.

## Storia
Alla stagione inaugurale del campionato si presentarono sei costruttori: Corvette, Maserati, e Aston Martin, che utilizzarono le vetture già utilizzate nel FIA GT, Ford, Nissan e Lamborghini, che invece presentarono auto costruite appositamente per la categoria.
Il primo titolo venne assegnato il 5 dicembre 2010 sul circuito di San Luis in Argentina a Michael Bartels e Andrea Bertolini, già laureatisi tre volte campioni nel campionato GT; la squadra vincente fu la Vitaphone Racing Team, mentre l'Aston Martin si assicurò il titolo costruttori.
Per il 2011 i campioni uscenti decisero di non difendere il titolo, mentre la Maserati si ritirò dalla competizione, lasciando cinque costruttori a contendersi l'alloro con diciotto vetture schierate al via. Si imposero quindi alla penultima gara i tedeschi Michael Krumm e Lucas Luhr, della JR Motorsports, mentre la Hexis AMR vinse il trofeo per i team all'ultimo appuntamento mondiale.

### Albo d'oro
| Stagione | Pilota campione                  | Team campione                   |
| -------- | -------------------------------- | ------------------------------- |
| 2010     | Michael Bartels Andrea Bertolini | Vitaphone Racing Team           |
| 2011     | Lucas Luhr Michael Krumm         | Hexis AMR                       |
| 2012     | Marc Basseng Markus Winkelhock   | All-Inkl.com Münnich Motorsport |